# 마켓 스퀘어 아레나
마켓 스퀘어 아레나(영어: Market Square Arena)은 미국 인디애나주 인디애나폴리스에 위치한 실내 경기장이다. 과거 ABA/NBA 인디애나 페이서스와 IHL 인디애나폴리스 아이스 그리고 IHL 인디애나폴리스 체커스, WHA 인디애나폴리스 레이서스의 홈경기장으로 사용했다.